# Rudolph Hittmair

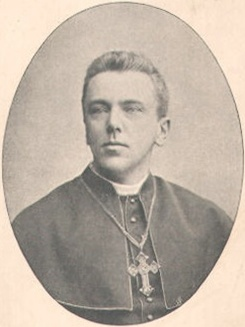
Bischof Rudolph Hittmair

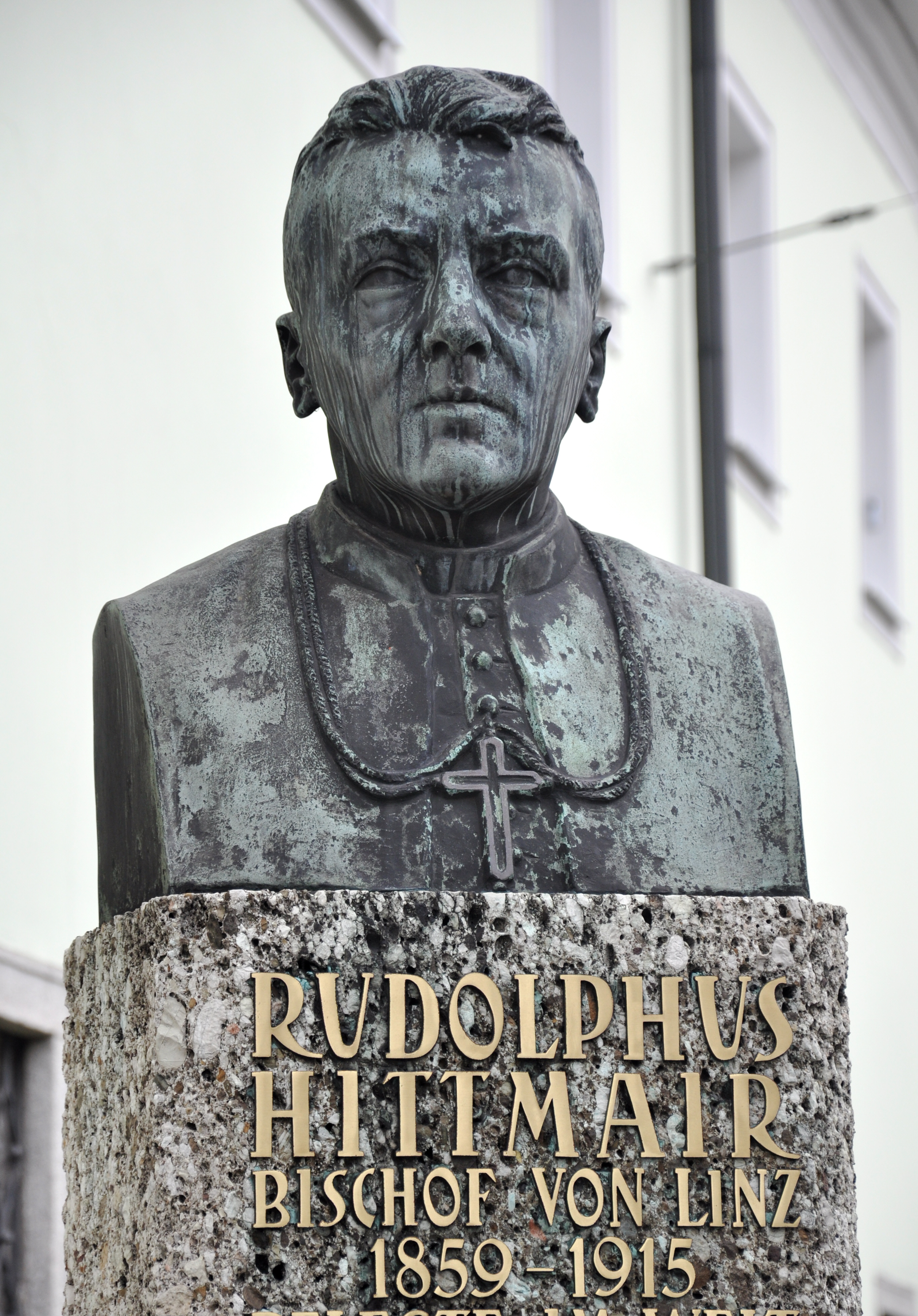
Rudolph-Hittmair-Denkmal vor der Klosterkirche der Barmherzigen Brüder in Linz

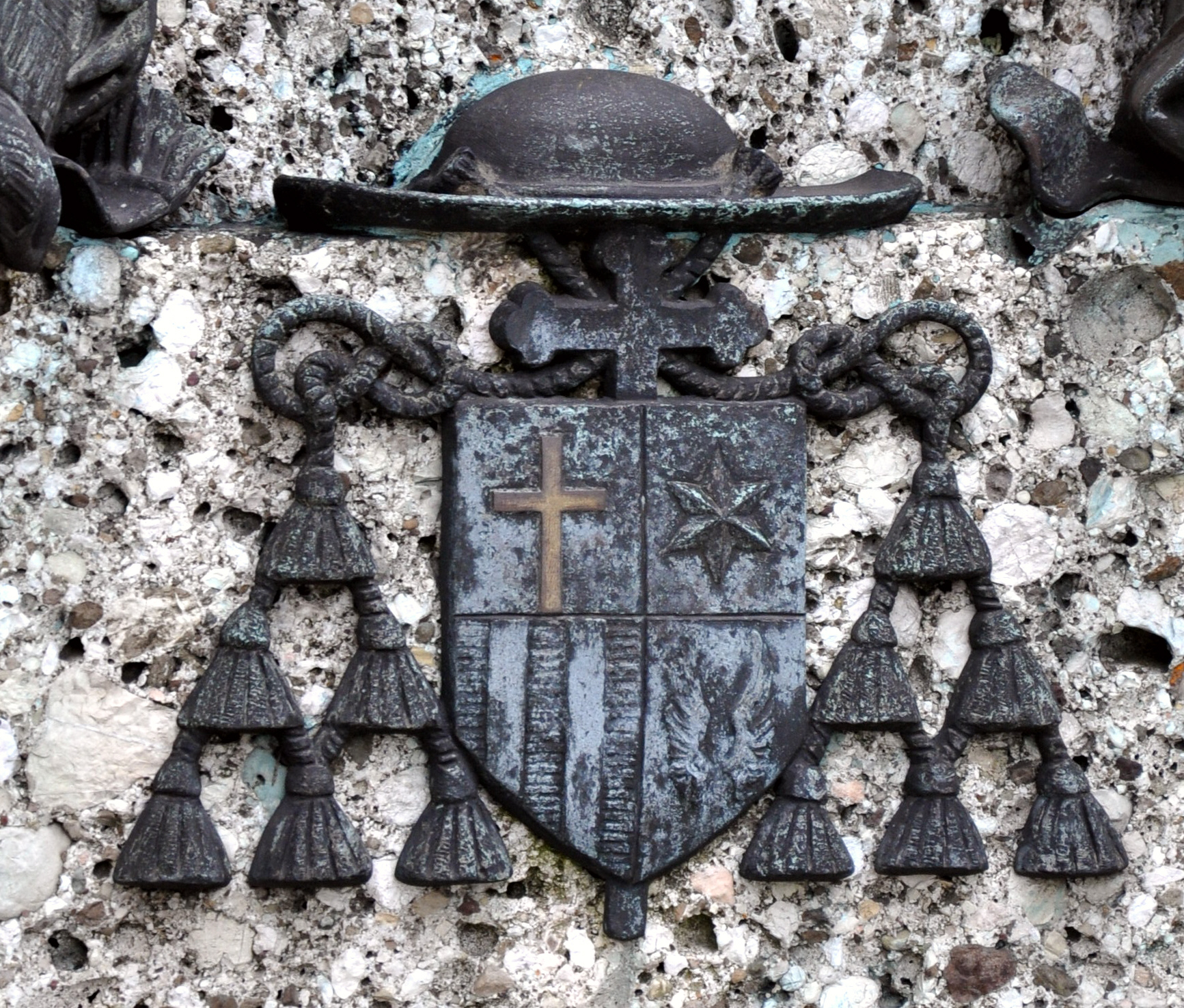
Bischofswappen von Rudolph Hittmair am Denkmal in Linz

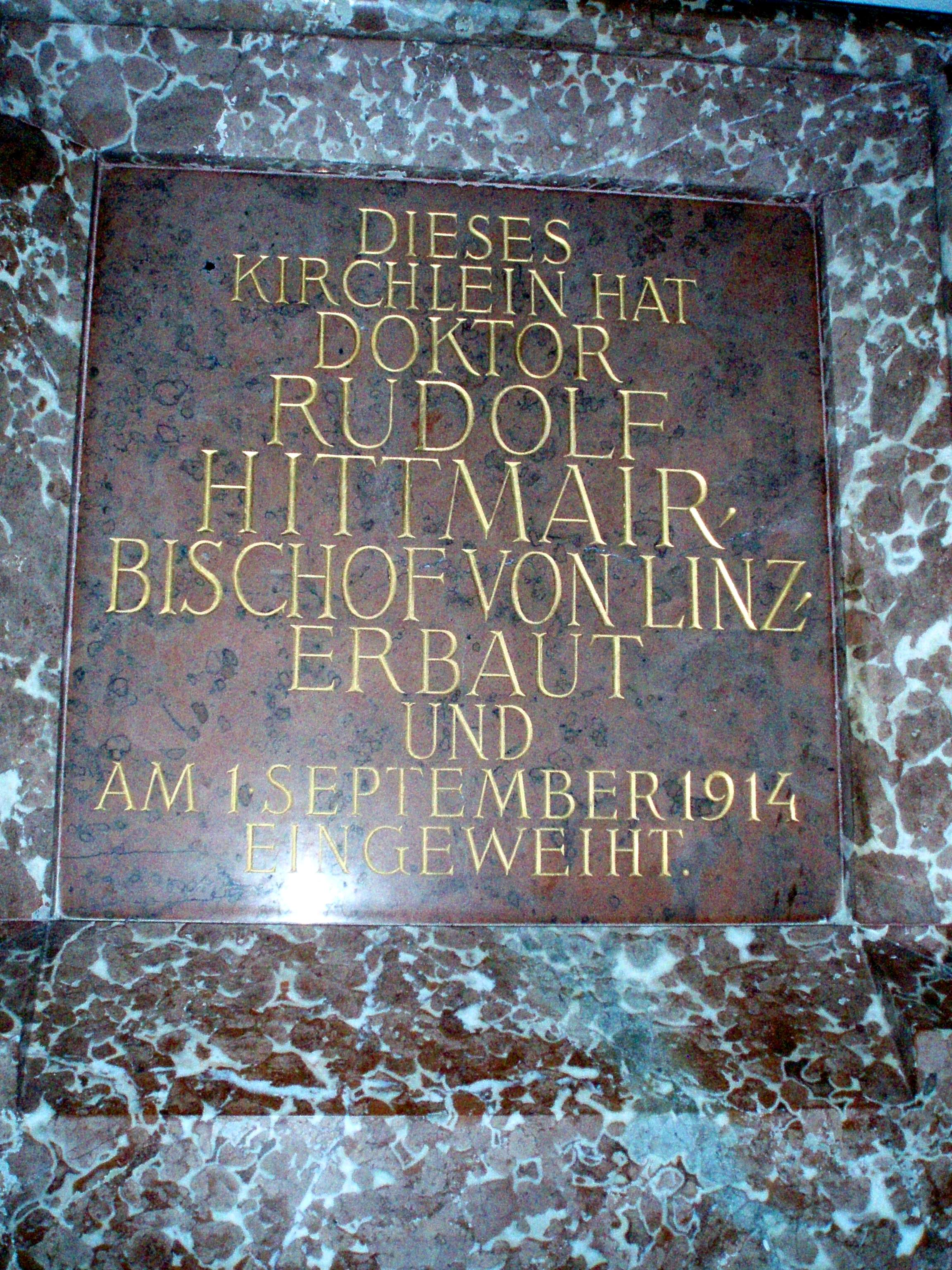
Gedenktafel in der Dachsteinkapelle

Rudolph Hittmair (* 23. Juli 1859 in Mattighofen; † 5. März 1915 in Linz) war römisch-katholischer Bischof von Linz. Er starb durch die Pflege von an Flecktyphus Erkrankten im Gefangenenlager Mauthausen, wo während des Ersten Weltkrieges von 1916 bis 1918 vorwiegend Italiener und Serben interniert waren.

## Leben
Rudolph Hittmair studierte Rechtswissenschaften in Wien und Theologie in Linz, er promovierte in Wien und wurde 1888 Domprediger in Linz, fünf Jahre später Professor der Pastoraltheologie und bald darauf Regens. Hittmair war von 1909 bis 1915 Bischof der Diözese Linz. Er war am 30. Mai 1909 im Alten Dom zum Bischof ernannt worden und wurde als erster Diözesanbischof im Neuen Dom geweiht. Als Pastoralprofessor hatte er zuletzt auch die Leitung des Priesterseminars inne. Rudolph Hittmair war ein hervorragender Redner und Prediger, und seine karitative Tätigkeit wurde Beispiel und Forderung der Seelsorge seiner Zeit.
Wie bei so vielen hatte der Ausbruch des Ersten Weltkrieges auch bei ihm vorerst patriotische Gefühle ausgelöst. Bereits nach wenigen Monaten allerdings bestellte Hittmair am 1. August 1914 Balthasar Scherndl zum Generalvikar für die Leitung seiner Diözese und widmete sich nun der Pflege von Verwundeten und Kranken. Er half im Spital der Barmherzigen Brüder in Linz aus und ließ sich zum Krankenpfleger ausbilden. Er, der an übersteigerter Angst vor krankmachenden Mikroorganismen litt und aus dieser Phobie heraus Begräbnisse vermieden hatte, pflegte nun Patienten und besuchte am 10. Februar 1915 an Flecktyphus erkrankte serbische Kriegsgefangene im Lager Mauthausen, wobei er sich am Fleckfieber ansteckte und an den Folgen starb. Noch am 5. März 1915, seinem Todestag, wurde er aus sanitätspolizeilichen Gründen bestattet. Seine Ruhestätte fand Bischof Rudolph Hittmair zunächst im Alten Dom zu Linz. Nach der Fertigstellung des Neuen Doms wurden seine sterblichen Überreste (ebenso wie die der übrigen im Alten Dom bestatteten Bischöfe von Linz) 1924 in die neue Kathedrale verlegt.
Seine persönlichen Aufzeichnungen hatte er laut testamentarischer Verfügung vernichten lassen.
Hittmair förderte insbesondere caritative und religiöse Einrichtungen, er erweiterte u. a. das Blinden-Erziehungsinstitut um Beschäftigungs- und Versorgungseinrichtungen. Das Priester- und das Knabenseminar wurden während des Ersten Weltkrieges als Lazarette verwendet und die Studenten in Ersatzquartiere umgesiedelt. Er hatte das Priester- und das Knabenseminar sogar für den Fall einer Mobilisierung der kaiserlichen Armee zur Verfügung gestellt.

## Gedenken
1925 wurde Hittmair in der Dachsteinkapelle ein Denkmal gesetzt. Am Eingang der Kirche des Krankenhauses der Barmherzigen Brüder in Linz erinnert ein Denkmal mit einer Büste an ihn. In Linz ist die im Franckviertel gelegene Hittmairstraße nach ihm benannt.

## Publikationen
- Die Lehre von der unbefleckten Empfängnis an der Universität Salzburg. Ebenhöch, Linz 1896.
- Der josefinische Klostersturm im Land ob der Enns. Herder, Freiburg im Breisgau 1907 (landesbibliothek.at).